# Fairbanks North Star Borough, Alaska
Fairbanks North Star Borough (în engleză Fairbanks North Star Borough) este un borough (echivalent al unui comitat) din statul Alaska, Statele Unite ale Americii, cu o populație de 97.581 de locuitori (2010).

## Orașe înfrățite
- Pune, India[7]
- Iakutsk, Rusia[8]